# Mamut stepowy
Mamut stepowy (†Mammuthus trogontherii) jest jednym z kilku gatunków wymarłych trąbowców zaliczanych do rodzaju mamut (Mammuthus). Wywodzi się od wcześniejszego mamuta południowego (†Mammuthus meridionalis) i dał początek późnoplejstoceńskiemu mamutowi włochatemu (†Mammuthus primigenius). Trąbowiec ten zasiedlał rozległe przestrzenie kontynentalnych stepów w okresie plejstocenu. Najliczniejsze szczątki tego gatunku pochodzą z regionu Morza Czarnego, ale znajdowane są również w wielu innych rejonach Europy i Azji. Fragmentaryczne szczątki znajdowano w Polsce centralnej i południowej
Mamut stepowy jest jednym z największych poznanych trąbowców. Szacuje się, że osiągał wysokość w kłębie ok. 4,5 metra, a u starych samców prawdopodobnie nawet do 5 metrów, oraz wagę około 10 ton. Charakteryzował się stosunkowo bardziej smukłą sylwetką ciała w porównaniu z zimnolubnym mamutem włochatym. Prawdopodobnie także miał okrywę włosową, ale zapewne nie tak gęstą jak jego krewniak. Zęby trzonowe były doskonale przystosowane do rozcierania twardych stepowych traw, stanowiących podstawę jego pożywienia. Gatunek ten wymarł prawdopodobnie ok. 200 tysięcy lat temu.